# Máscara fotográfica

Ilustración esquemática de una fotomáscara (arriba) y un circuito integrado (abajo) creado con esta máscara.

Una máscara fotográfica es una placa opaca, con áreas transparentes que permiten que la luz se transmita en un patrón determinado.

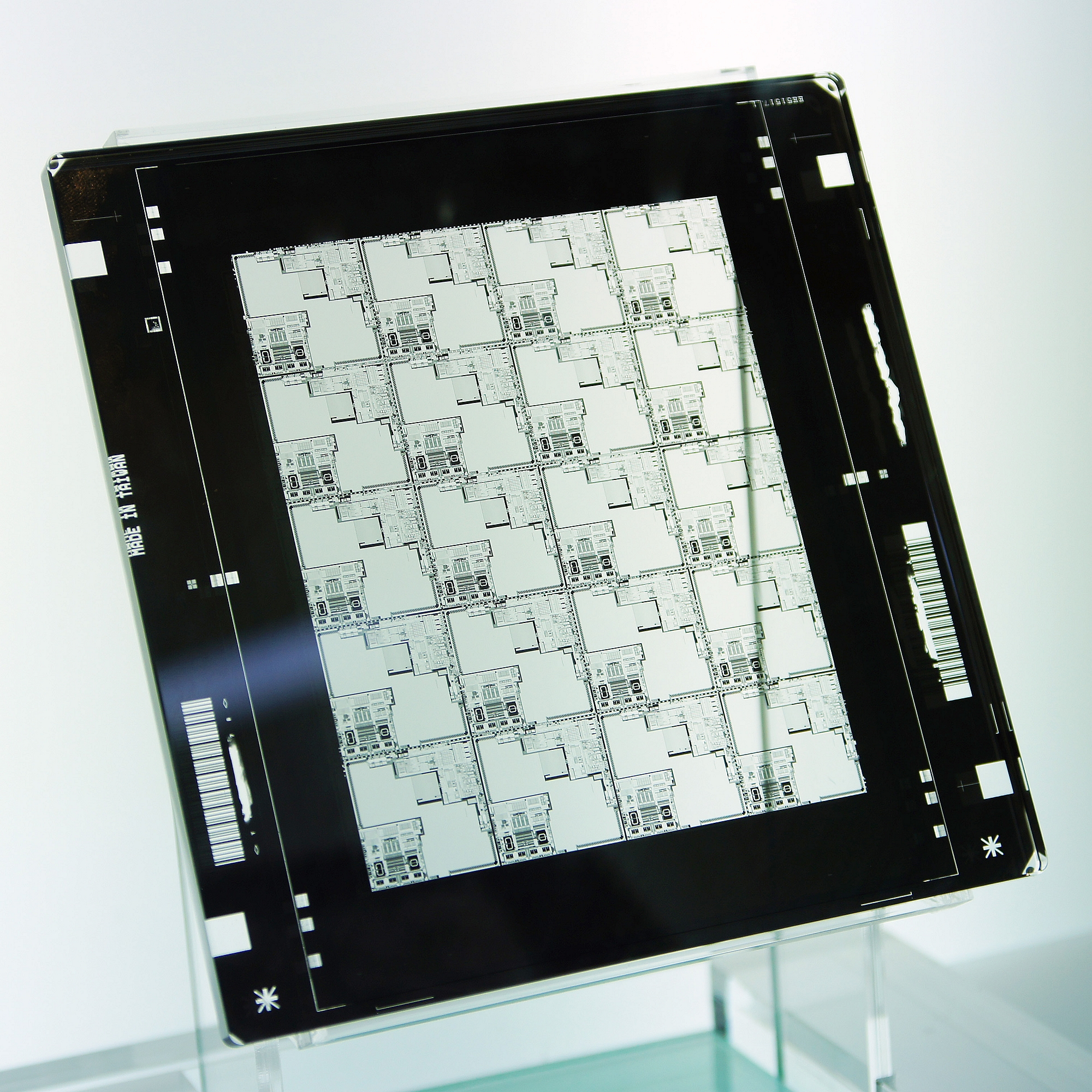
Una fotomáscara

## Utilización
Las fotomáscaras se utilizan comúnmente en fotolitografía, para la producción de circuitos integrados. Un conjunto de fotomáscaras, definiendo cada una de ellas una capa patrón, se introduce en un paso a paso de fotolitografía (o escáner), y se selecciona individualmente para la exposición. En las técnicas de modelado dobles, una fotomáscara correspondería a un subconjunto del patrón de capa.